# West highland white terrier
West highland white terrier[Nota] (em tradução livre: Terrier branco das Terras Altas ocidentais) é uma raça de cães do tipo terrier oriunda do oeste das Terras Altas (Highland) na Escócia. Conhecida pela cor branca, acredita-se que tenha surgido a partir de uma seleção entre cães brancos da raça cairn terrier para caça.
É considerada uma raça hipoalergênica.

## História

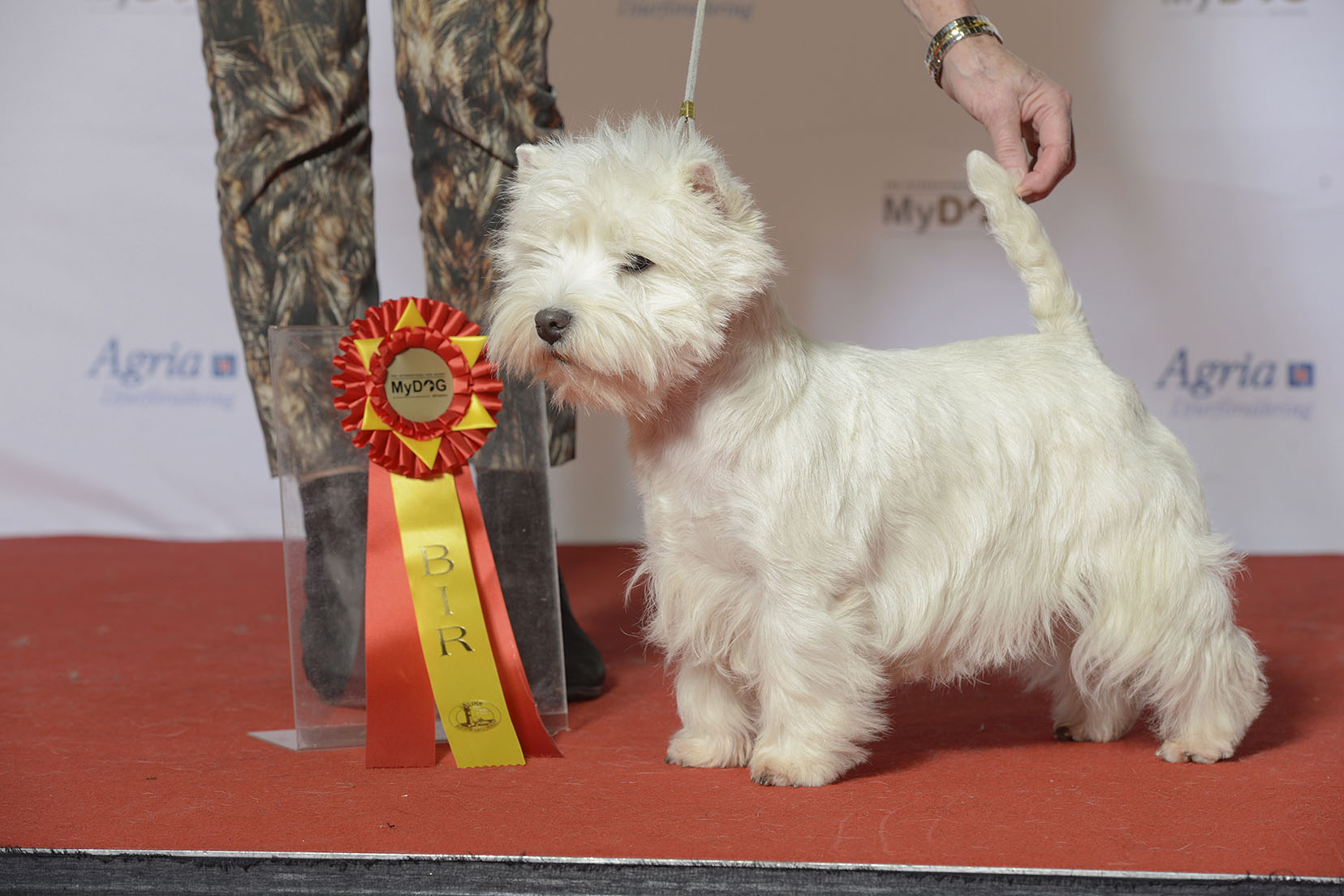
West highland white terrier vencedor em show de conformação

Teve sua origem nos cruzamentos realizados entre os cairn terriers. Apesar de sua origem ainda ser ponto em debate, ela é atribuída a um homem. É dito que o coronel escocês Edward Donald Malcolm de Poltalloch (Argyllshire, Terras Altas) confundiu seu favorito cairn terrier de cor champanhe com um coelho e nele atirou por acidente. Este acontecimento o fez prestar maior atenção aos exemplares de cairn terrier nascidos brancos, que foram cruzados entre si para darem origem aos west terriers, que davam aos caçadores uma melhor visualização e distinção de seus companheiros de caçadas.

## Características
É uma raça calma e independente, que pode ficar sozinha sem grandes problemas. Como é muito brincalhão, exige atenção quando você está por perto – principalmente se você passou o dia fora. Levá-lo para passear diariamente é essencial para que ele gaste sua energia, que é grande. Solta pouco pelo e é muito amistoso
Fisicamente são cães que podem atingir os 28 cm e pesar 10 kg. Sua pelagem, branca, brilhante e que requer cuidados  moderados, é o destaque de seu físico.

## Saúde

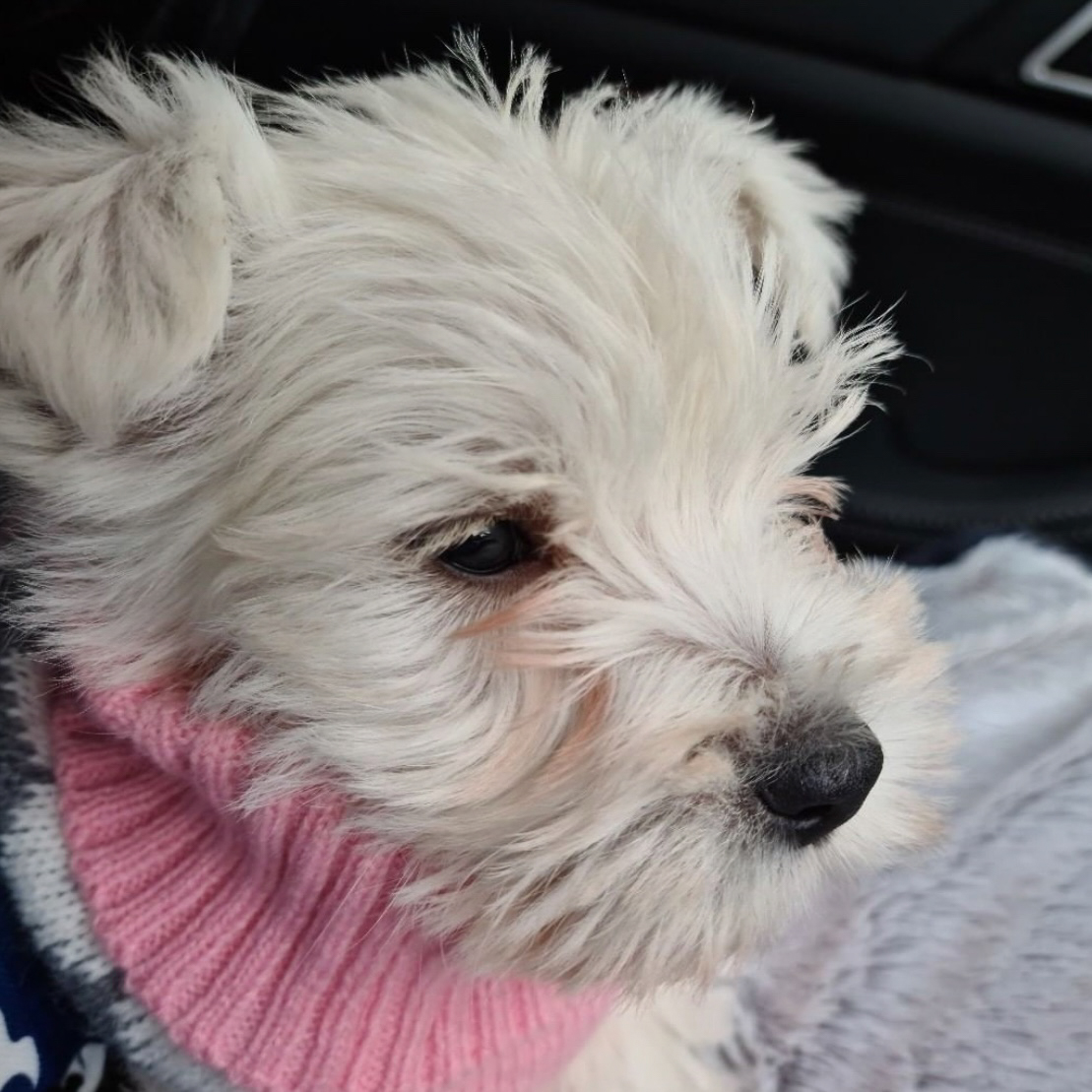
Um filhote de West Highland terrier

Pequenos, seus principais problemas de saúde são as alergias cutâneas, que podem inclusive afetar seus pulmões e alterar o tecido conjuntivo; a chamada white shaker dog syndrome, que causa tremores generalizados; e a necrose da cabeça do fêmur. Sua personalidade é descrita como adaptável, porém, desobediente, o que requer que seja educado desde filhote para respeitar seus limites. De natureza curiosa, é um canino que requer bastante atividade.

## Na cultura popular
Entre os westies mais famosos está Mick, a "garota-propaganda" do Portal IG.[carece de fontes?]